# Daniel Zuloaga
Daniel Zuloaga y Boneta  (n. 1852, Madrid, Noua Castilie⁠(d), Spania – d. 27 decembrie 1921, Segovia, Castilia și León, Spania) a fost un ceramist și pictor spaniol. Este considerat a fi unul dintre inovatorii ceramicii de artă din Spania. A lucrat în principal din atelierele sale din Madrid și Segovia, dar activitatea sa s-a extins în toată Spania. A participat la diverse expoziții internaționale, iar piesele sale pot fi găsite și în alte țări europene. Opera sa a fost caracterizată prin utilizarea tehnicilor străvechi. Prin influența tatălui său, Zuloaga a lucrat în tinerețe la Palatul Regal din Madrid. După o formare în Franța, Zuloaga și frații săi și-au deschis primul atelier în Real Fábrica de La Moncloa⁠(d), cea mai reprezentativă lucrare a sa fiind fațadele Palacio de Velázquez⁠(d). Alte lucrări ale sale pot fi văzute la Palacio de Cristal⁠(d) și la Spitalul Maudes, printre multe altele.
A introdus artele ceramice în Spania și a înființat o școală cu intenția de a promova „tehnicile tradiționale și de a introduce stiluri precum neo-renașterea și modernismul în moda europeană.

## Biografie

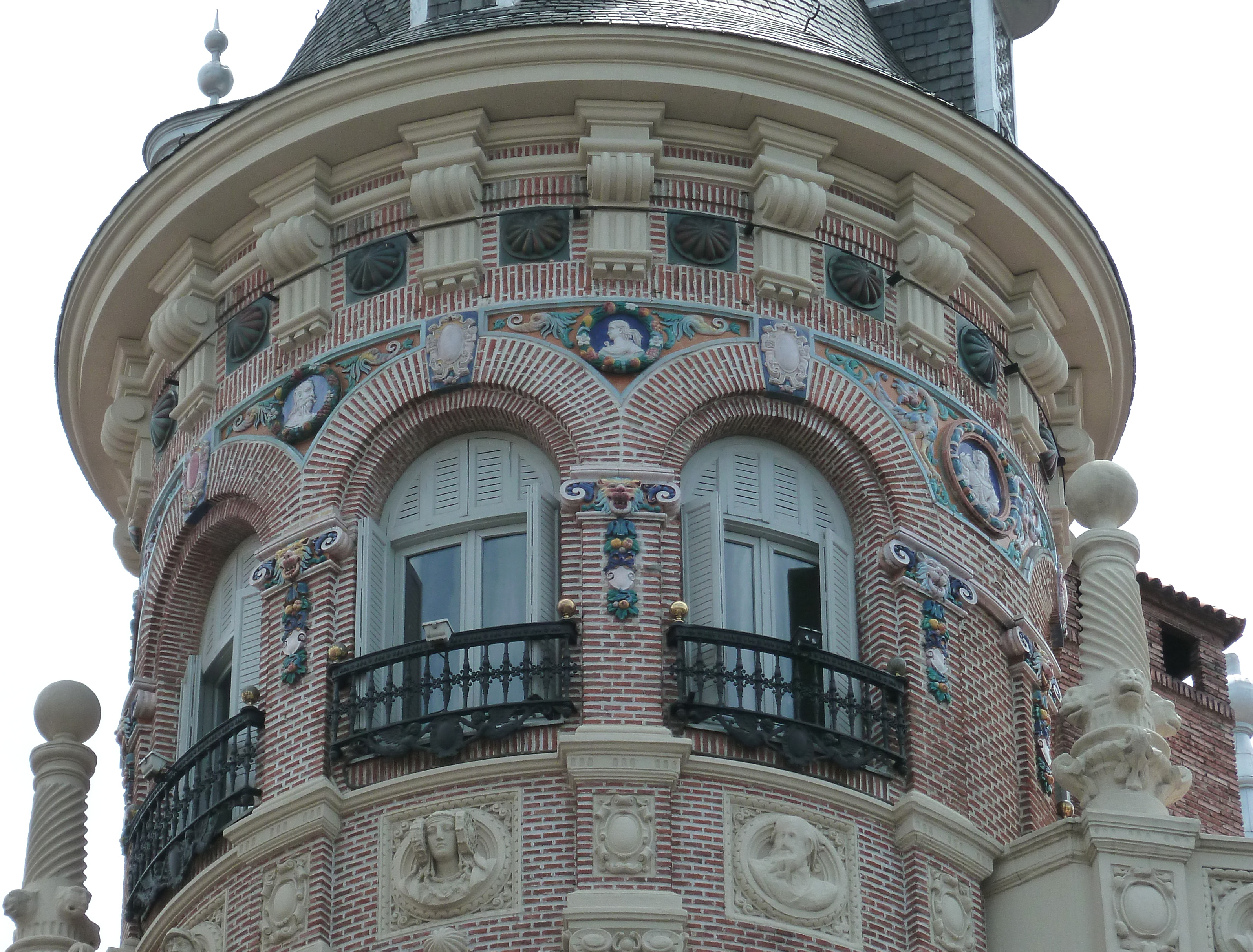
Detaliu al Casa de Don Tomás de Allende („Casa lui Don Tomás de Allende”) din Plaza de Canalejas (piața) din Madrid (Spania). Decorul ceramic a fost realizat de Daniel Zuloaga

Daniel Zuloaga s-a născut în 1852 într-o familie de artiști specializați în prelucrarea metalelor. În primii ani ai vieții sale, a fost instruit de familia sa în aceste abilități, în special de tatăl său, Eusebio Zuloaga⁠(d), care a fost director al Armurăriei Regale și specialist în damaschin (încrustații metalice), și de cumnatul său (soțul surorii sale) Ignacio Suárez Llanos care era un pictor cunoscut. Acesta era fratele vitreg al lui Plácido Zuloaga⁠(d) care a preluat atelierul familiei de la tatăl său. A urmat cursurile școlii de ceramică din Sèvres, Franța, pentru a se specializa în artele ceramice. La întoarcerea sa în Spania, s-a alăturat Fabricii Regale din Moncloa⁠(d).
Prima sa sarcină importantă a fost realizarea de plăci de faianță pentru Exposición Nacional de Minería din 1883⁠(d) din Madrid, decorând Palacio de Velázquez al lui Ricardo Velázquez Bosco⁠(d). S-a asociat profesional cu Velázquez și a lucrat în echipa acestuia la numeroase proiecte în Madrid, Segovia și Guipúzcoa. A participat, de asemenea, la expoziții internaționale.
Nepotul său a fost renumitul pictor Ignacio Zuloaga⁠(d). Un aspect deosebit al picturilor lui Igancio a fost că și-a pictat unchiul și întreaga sa familie din nou și din nou și a expus picturile, portretizându-i în viața țigănească spaniolă, în multe părți ale lumii. Una dintre picturile sale celebre este cea a unchiului său și a familiei sale, portretizați în costum național pe fundalul unui peisaj natural spaniol și intitulat „Unchiul meu Daniel și familia lui”. Acest tablou este expus la Muzeul de Arte Frumoase din Boston.

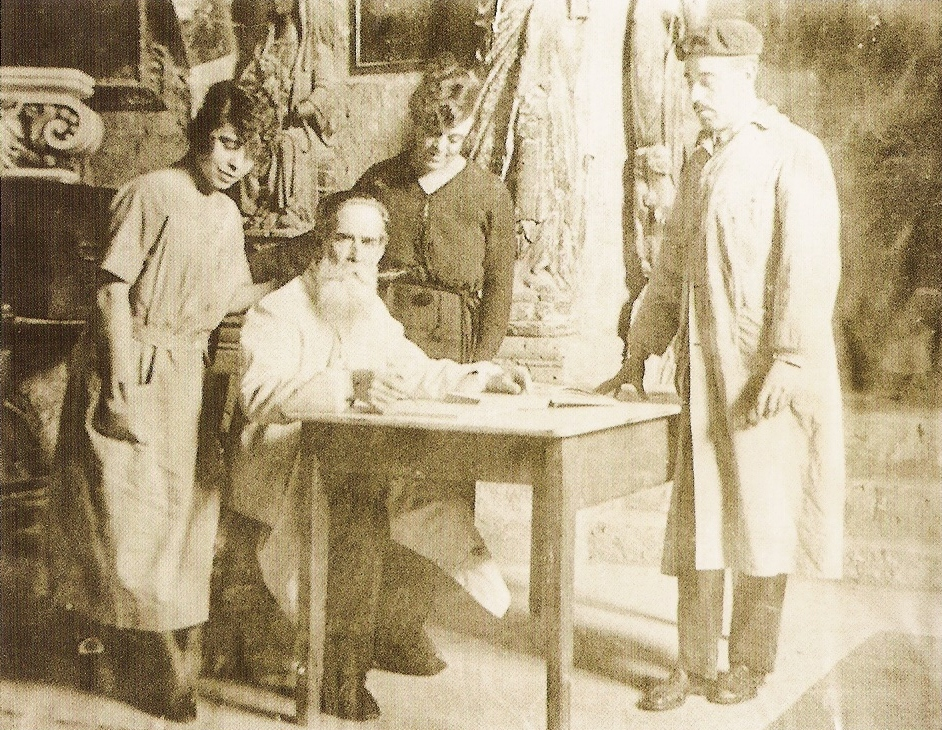
Zuloaga (șezând) cu cei trei copii ai săi, Esperanza, Teodora și Juan.

La bătrânețe, Daniel Zuloaga și-a lăsat o barbă albă, semănând cu un sfânt. A fost foarte bine cunoscut în Spania pentru contribuția sa bogată la artele ceramice și, de asemenea, pentru introducerea plăcilor colorate, care descriau viața rurală castiliană. Copiii săi l-au ajutat în lucrarea de artă, cu Esperanza, una dintre cele două fiice talentate ale sale, ajutându-l la colorare. În timp ce lucrările sale de olărit pot fi văzute în toate părțile Spaniei, lucrările de ceramică sunt deosebit de vizibile în multe biserici celebre și în pasajele din Sevilla.
În 1905, Zuloaga a cumpărat Biserica San Juan de los Caballeros din Segovia, pe care a transformat-o în atelierul său. Atelierul de design a fost găzduit în sacristie. Într-o altă încăpere a bisericii aplica culori pe lucrările coapte înainte de a aplica glazura. Cuptoarele sau hornos, care erau alimentate cu lemn sau cărbune, se aflau în naos. O altă aripă a bisericii era depozitul pentru materialele pentru lucrările sale de artă, precum „liturghiere vechi, pupitre, pergamente și scaune”. A murit la Segovia în 1921, la vârsta de 71 de ani.